# قضیه تابع ضمنی

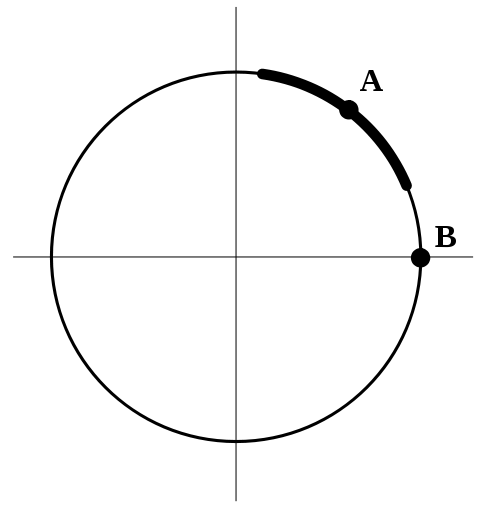
زاویه ضمنی بین زاویه تند و راست

در ریاضیات، به‌خصوص در حساب چندمتغیره، قضیه تابع ضمنی (Implicit Function Theorem)‏ ابزاری است که امکان تبدیل روابط به توابع چند متغیره حقیقی را به‌وجود می‌آورد. این قضیه، چنین تبدیلی را با نمایش رابطه به صورت نمودار تابع انجام می‌دهد. ممکن است نتوان کل تابع را با نمودار یک تابع نمایش داد، اما ممکن است بتوان چنین تابعی را در تحدیدی از دامنه‌ی رابطه یافت. قضیه تابع ضمنی شرایط کافی برای وجود چنین تابعی را ارائه می‌نماید.
به طور دقیق‌تر، اگر دستگاهی از {\displaystyle m} معادله‌ی {\displaystyle f_{i}(x_{1},\cdots ,x_{n},y_{1},\cdots y_{m})=0} (که {\displaystyle i=1,\cdots ,m}) داده شده باشد (اغلب این دستگاه را به صورت {\displaystyle F(\mathbb {x} ,\mathbb {y} )=0} نمایش می‌دهند)، صورت قضیه بدین صورت در خواهد آمد: تحت شرایط ملایمی روی مشتقات جزئی (نسبت به {\displaystyle y_{i}}ها) در همسایگی‌ای از یک نقطه، {\displaystyle m} متغیر {\displaystyle y_{i}}، توابع دیفرانسیل‌پذیری از {\displaystyle x_{j}}ها خواهند بود. از آنجا که این توابع را نمی‌توان در حالت کلی به فرم بسته بیان نمود، به صورت ضمنی توسط این معادلات تعریف شده و همین نکته انگیزه‌ای برای عنوان قضیه شده است.
به بیان دیگر، تحت شرایط ملایم روی مشتقات جزئی، مجموعه صفرهای دستگاهی از معادلات به طور موضعی نموداری از یک تابع است.

## ارجاعات
1. ↑  Chiang, Alpha C. (1984). Fundamental Methods of Mathematical Economics (3rd ed.). McGraw-Hill. pp. 204–206. ISBN 0-07-010813-7.